# Anemia buniifolia
Anemia buniifolia là một loài dương xỉ trong họ Anemiaceae. Loài này được Gardner T. Moore mô tả khoa học đầu tiên năm 1857.